# Homochlodes disconventa
Homochlodes disconventa är en fjärilsart som beskrevs av Walker 1860. Homochlodes disconventa ingår i släktet Homochlodes och familjen mätare. Inga underarter finns listade i Catalogue of Life.